# 영등동
영등동(永登洞)은 대한민국의 전북특별자치도 익산시에 설치된 동이다.

## 개요
영등동이 지방행정 구역 명칭으로 등장한 것은 1974년 7월 1일이며, 그 이전에는 영등리라는 조그만
마을에 지나지 않았다. ‘영등’은 서영등이나 곡영, 동영등 등의 마을 뒤 구릉이 모두 남북으로 길게 뻗어 있어 긴 등성이라는 뜻의 긴등을 영등으로 표기한 것이다. 신흥상권 지역과 현대적 아파트가 조화를 이룬 쾌적하고 살기 좋은 도시로 형성된 곳이다. 택지개발 등 도시 기반 시설 구축으로 익산시의 중심부로 부상하였다. 또한 국내 유일의 귀금속 보석 가공 산업단지 및 판매 센터가 위치한다.

## 역사
- 어양은 1916년 양지리, 어곳리 첫머리 글자를 따서 어양으로 표기한 것이다.
- 1974년 7월 1일 : 익산군 북일면 일원 이리시 편입(대통령령 제7161호) →북일동(신리, 영등리, 어양리)
- 1990년 1월 1일 : 북일동 분동(이리시조례 제1238호)→북일동(영등,어양), 신동
- 1991년 1월 1일 : 현 청사 신축으로 사무소 이전
- 1996년 7월 10일 : 북일동 분동(익산시조례 제204호)→영등동, 어양동
- 1998년 2월 2일 : 행정구역 조정(익산시조례 제251호) → 산업도로 남쪽을 영등동, 북쪽을 어양동
- 1998년 10월 9일 : 구조조정에 따른 동 통폐합(익산시조례 제437호) → 영등동 (영등동, 어양동 통폐합)
- 2003년 3월 1일 : 영등동분동(익산시조례 제662호) → 영등1동, 영등2동, 어양동
- 2003년 12월 20일 : 청사 신축이전(익산시 화목길 34 (영등동 303*35번지))

## 행정 구역
- 영등동 일부

## 교육
- 이리남성여자고등학교
- 이리백제초등학교
- 이리동북초등학교
- 이리동초등학교
- 이리영등초등학교
- 이리마한초등학교

## 아파트
| 단지명          | 건설사     | 시행사     | 주소           | 입주        | 비고 |
| --------------- | ---------- | ---------- | -------------- | ----------- | ---- |
| 영등제일 3차    | ㈜제일건설 | ㈜제일건설 | 고봉로34길 35  | 1998년 12월 |      |
| 영등제일 4차    | ㈜제일건설 | ㈜제일건설 | 무왕로9길 60   | 1999년 11월 |      |
| 익산부영 3차    | ㈜부영     | ㈜부영     | 하나로 483-60  | 1998년 8월  |      |
| 우남 샘물타운   | ㈜우남건설 | ㈜우남건설 | 고봉로34길 5-2 | 1997년 8월  |      |
| 우남 그랜드타운 | ㈜우남건설 | ㈜우남건설 | 하나로13길 26  | 1999년 1월  |      |
- 우미 - 1994년 12월 입주 / ㈜우미산업개발
- 비사벌 - 1995년 7월 입주 / ㈜비사벌

## 유통
- 롯데마트 익산점
- 홈플러스 익산점

## 기관
- 나라키움 익산통합청사
- 익산시 육아종합지원센터